# Sionisme cristià
El sionisme cristià, és un moviment polític i religiós conservador, nascut del cristianisme protestant anglès, que va donar suport a la creació d'un estat jueu a Israel, al Pròxim Orient que al capdavall es va crear el 1948.
El sionisme cristià és la creença entre alguns cristians, sobretot americans, que el retorn del poble jueu a la Terra Santa, i l'establiment de l'Estat d'Israel el 1948 van ser el compliment d'una profecia bíblica. La paraula «sionisme cristià», va entrar en voga a mitjan segle xx, reemplaçava el restauracionisme cristià. Aquestes idees apocalíptiques sempre van tenir molt pes en la política estatunidenca i són un factor important per comprendre la política americana, sobretot a l'Orient Mitja. S'oposen al qualsevol concessió a Palestina, com que això seria un obstacle al compliment de la profecia i una porta d'entrada als agents de Sàtanas.
La teoria arrela en el puritanisme anglès del segle xvii i explica perquè certes comunitats protestants confraternitzen amb el moviment sionista. El catolicisme, en canvi, no hi sol prestar gaire atenció i veu l'Apocalipsi i la profecia de Joan de Patmos com una metafora que no s'ha de prendre literalment. Des del temps de la reforma protestant a Anglaterra, aquests cristians apocalíptics van sostenir activament la idea que els jueus tornessin a Israel. Han de reconstruir per tercera vegada el Temple de Salomó i s'han de convertir al cristianisme per a complir la profecia bíblica. Creuen que són dues condicions preliminars a la segona vinguda de Jesús. Segons les revelacions de Joan de Patmos, aquesta serà precedida per una sèrie de catàstrofes: guerres, malalties, fam, cobdícia i greu immoralitat generalitzada. Creuen que un agent de Satanàs apareixerà com un líder polític mundial real que enganyarà els cristians devots perquè ajudin a construir un govern únic i una religió mundial. Des del segle xix cada generació veu en els signes del temps la prova que la segona tornada de Jesús és propinqua. Les idees són molt populars en l'ala més conservadora del moviment evangèlic.